# Amerykanie pochodzenia francuskiego

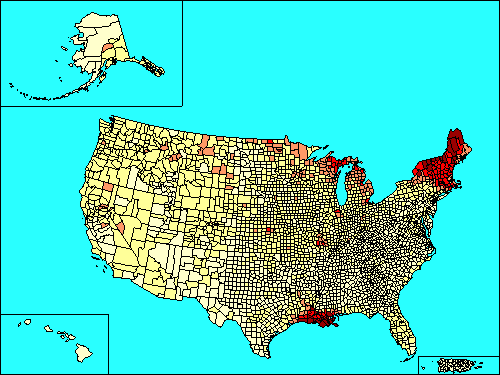
Rozmieszczenie Amerykanów francuskiego pochodzenia według danych z 2000 roku.

Flaga społeczności

Francuzi w Stanach Zjednoczonych Ameryki / francuscy Amerykanie (ang. French Americans, Franco-Americans) – mieszkańcy i obywatele USA pochodzący od francuskich imigrantów. Wiele francusko-amerykańskich rodzin nie przybyło bezpośrednio z Francji, lecz pochodzą one od osadników z francuskich kolonii w Nowym Świecie z wieków XVII i XVIII, którzy dopiero później przenieśli się do Stanów, bądź stali się ich mieszkańcami po włączeniu do Unii swoich terenów. Szacuje się, że ok. 13 milionów mieszkańców USA jest pochodzenia francuskiego, 1,7 mln z nich mówi w języku przodków w swoim domu rodzinnym. 400 tys. z nich posługuje się francuskim kreolskim.

## Społeczności francusko-amerykańskie
Według spisu powszechnego z roku 2000 ludność pochodzenia francuskiego bądź francusko-kanadyjskiego przekraczała 10% ogółu populacji w 7 stanach USA:
- New Hampshire (25,2%)
- Vermont (23,3%)
- Maine (22,8%)
- Rhode Island (17,2%)
- Luizjana (16,2%) (głównie Cajun)
- Massachusetts (12,9%)
- Connecticut (9,9%)

Udział w ogóle populacji stanów na terenie dawnych kolonii francuskich: 
- Michigan (6,8%)
- Montana (5,3%)
- Minnesota (5,3%)
- Wisconsin (5%)
- Dakota Północna (4,7%)
- Wyoming (4,2%)
- Nevada (3,9%)
- Missouri (3,8%)
- Kansas (3,6%)

Inne stany z dużym udziałem ludności pochodzenia francuskiego:
- Waszyngton (4,6%)
- Oregon (4,6%)
- Alaska (4,2%)

Łączny udział Amerykanów francuskiego lub francusko-kanadyjskiego pochodzenia w ogóle populacji kraju wynosi 5,3%.
Liczba francuskich Amerykanów w niektórych stanach:
1. Kalifornia – 927 453
2. Massachusetts – 818 388
3. Michigan – 680 939
4. Luizjana – 680 208
5. Nowy Jork – 628 810

Francuskie nazwy mają stolice 4 stanów: Baton Rouge; Des Moines; Juneau i Montpelier.